# Carlos Larraín Claro
Carlos Larraín Claro (Santiago de Chile, 27 de agosto de 1871-Ibidem, 22 de enero de 1927), fue un abogado, destacado funcionario de Correos de Chile, diputado, ministro y director de empresas chileno.

## Familia
Fue hijo de Eduardo Larraín Zañartu (f. 17 de agosto de 1880) y Julia Claro Correa (n. 22 de noviembre de 1843 – f. 13 de octubre de 1915). Era nieto de José Ignacio Larraín Landa.
Sus estudios primarios los realizó en el Colegio de los Padres Franceses de Santiago y en el Instituto Nacional de Santiago de Chile. Posteriormente realizó estudios superiores en la Universidad del Estado, obteniendo el título de abogado en enero de 1897.
Casado con Elena Velasco Muñoz (n. 4 de agosto de 1873 – f. 3 de enero de 1927). Tuvieron una hija que fue Elena Larraín Velasco (1897-1983) casada con Jorge Astaburuaga Lyon.

## Servicio público
En el periodo 1897-1915 prestó sus servicios en la Dirección General de Correos de Chile, diputado en varios periodos y en el ministerio de guerra y marina.

### Correos de Chile
En Correos de Chile ejerció el cargo de Jefe del Servicio Internacional, cooperando a que se implantasen en Chile todos los servicios conocidos en materias de correos, y que solo en seis países se efectuaban a la fecha que ejercía este cargo.
Fue enviado por el Gobierno, al Congreso Postal Universal, que se celebró en Washington en 1897 y se encargó de estudiar el ramo de Correos en Europa, habiendo pasado un largo informe aconsejando la fusión de los servicios de correos y telégrafos, recomendando la implantación de las Cajas Postales de Ahorros y proporcionando numerosas ideas para el mejor servicio de los correos. 
Escribió diversos trabajos sobre correos, algunos de los cuales fueron publicados en "L´Union Postale", órgano oficial de todos los correos, que se editaba en Berna, Suiza.
Al terminar su primer periodo como diputado, en el mes de abril del año de 1906, el gobierno chileno lo designó en el "Congreso Postal Universal" que correspondía celebrar en Roma, Italia.
Del resultado de esta misión, presentó al Gobierno un informe, en el que también apuntó los adelantos que tuvo ocasión de ver en materia de correos de su majestad el Rey de Italia. En esta ocasión fue designado al Congreso de Roma, con la distinción de Comendador de la Corona de Italia.

### Diputado
En política, participó desde temprana edad en el Partido Liberal, tomo especialmente protagonismo en las campañas presidenciales de los candidatos Vicente Reyes Palazuelos (1896) y Germán Riesco Errázuriz (1901).
En su primera diputación, 1903–1906, fue elegido diputado por la agrupación de Llanquihue, Osorno y Carelmapu, donde impulso con gran entusiasmo la extensión del ferrocarril hasta la ciudad de Puerto Montt, que a esa fecha el ferrocarril solo llegaba a Pritrufquén.
 Integró la Comisión Permanente de Guerra y Marina y para obtener del Gobierno que le prestase atención a la "navegación de los ríos" y a la conservación de los caminos que solo existían, puede decirse, en el nombre y que no eran transitables sino en el verano.
 
En su segunda diputación, 1909–1912, representó al departamento de Caupolicán. Integró en esta oportunidad la Comisión Permanente de Guerra y Marina; como diputado reemplazante integró la comisión permanente de policía interior.

En su tercera diputación, 1912–1915, representó nuevamente al departamento de Caupolicán. Integró la Comisión Permanente de Gobierno y fue diputado reemplazante de la Comisión de Legislación y Justicia.

### Ministro de estado

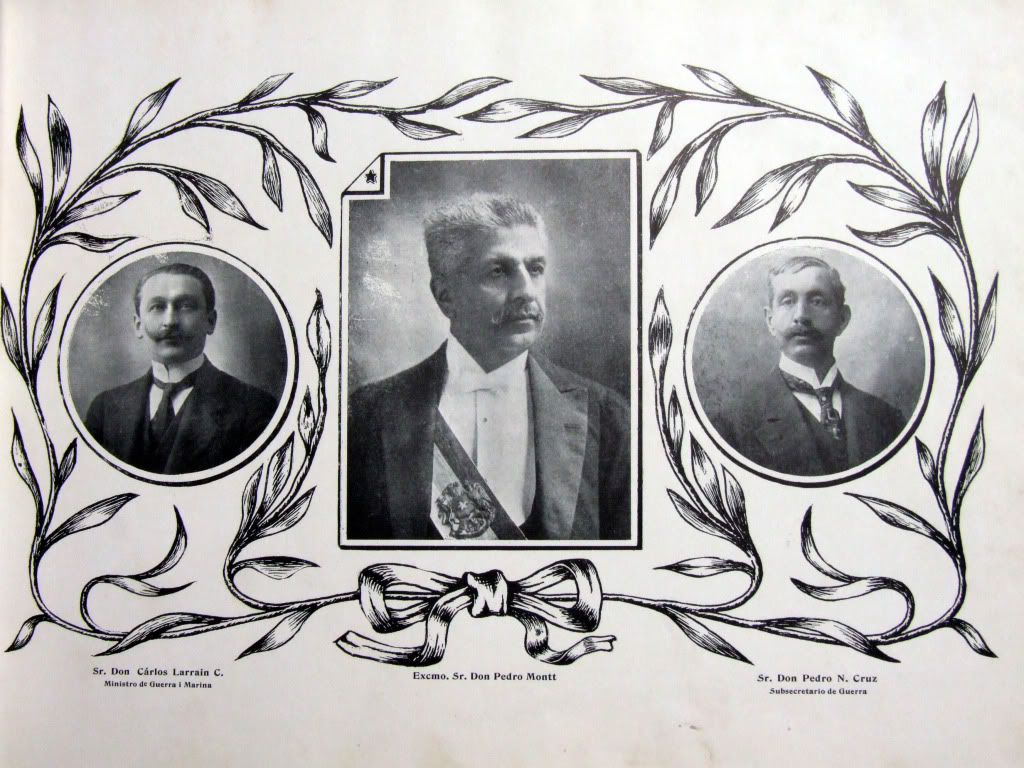
De izquierda a derecha para el centenario de 1910
Carlos Larraín Claro
Pedro Montt Montt
Pedro Nolasco Cruz Vergara.

Siendo diputado, el 25 de junio de 1910, fue nombrado ministro de Guerra y Marina del presidente de la República, señor Pedro Montt Montt. Continúo como ministro en igual cartera con los presidentes Elías Fernández Albano y Emiliano Figueroa Larraín hasta el 23 de diciembre de 1910. En todo este periodo de ministro lo acompañó como subsecretario de esta cartera Pedro Nolasco Cruz Vergara, que ocupó esta subsecretaria desde 1903 a 1913.
Durante su ministerio se despachó la ley de montepío militar, que lleva su firma, que sin ocasionar mayor gravamen al Fisco, y mediante la retención de un tanto por ciento de los sueldos, aumentó los montepíos que eran exageradamente menguados, hasta dejarlos en un monto razonable para la vida militar.

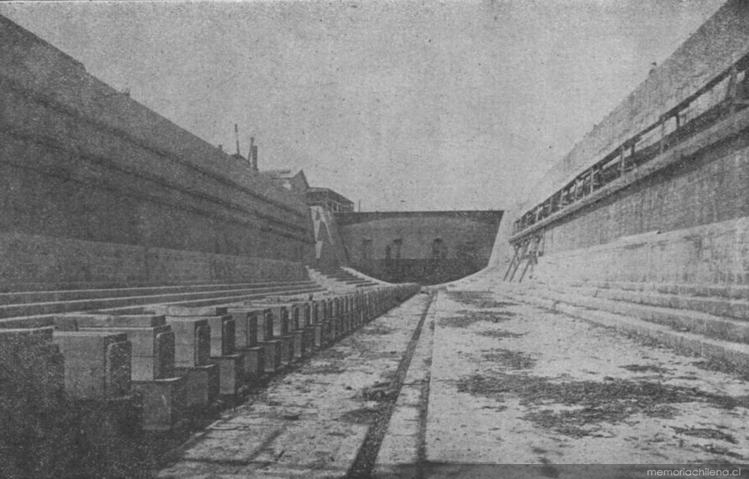
Dique de Talcahuano.

Contrató el "gran dique" de Talcahuano y obtuvo del Congreso el despacho de la ley para adquirir "los dreadnoughts" en construcción y para atender otras necesidades de la Armada, entre ellas, las relativas al Puerto Militar de Talcahuano, cuyas obras impulsó con especial dedicación.
En 1914 viajó nuevamente a Europa y Estados Unidos, en viaje de estudio y de placer, a pesar del comienzo de la Primera Guerra Mundial.

## Vida privada
- Director de la Sociedad Agrícola de Ñuble y Rupanco, en 1923.
- Director de la Sociedad de las Minas de Cobre de San Bartolo, en 1923.
- Director de la Compañía Minera de Tocopilla (cobre), en 1923.
- Director de la Sociedad Minera de Grafito y Cobre de Vallenar (en liquidación), 1923.
- Director de la Compañía Carbonífera de Lebu, en 1923.
- Director de la Sociedad Carbonífera de Máfil, 1923.
- Director de la Sociedad Frigorífico de Puerto Montt, 1923.
- Director de la Compañía Chilena de Conservas, 1923.

## Muerte

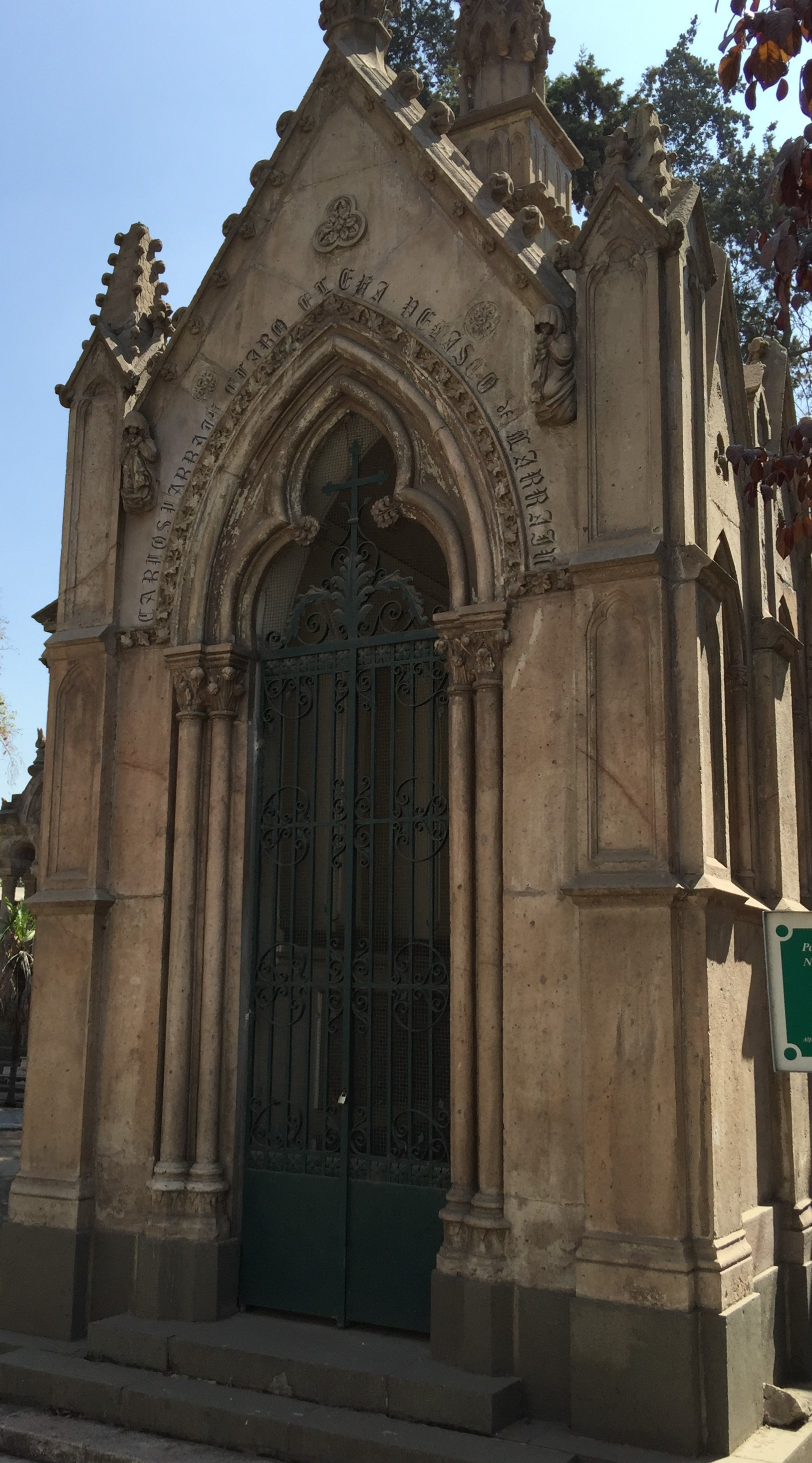
Mausoleo Carlos Larraín Claro.

Carlos Larraín Claro se suicidó a los 55 años de edad, dejando una sola hija Elena Larrain Velasco, fallecida el 22 de junio de 1983.
Su mausoleo en el Cementerio General fue reconocido legalmente por su nieta Julia Astaburuaga Larraín el 1 de junio del año 2012.
Como homenaje póstumo, en la comuna de providencia se bautizó en el barrio de Pedro de Valdivia una calle con su nombre (coordenadas 33°25′58″S 70°36′38″O / -33.4328146, -70.6104986).